# 나가미네 모토이
나가미네 모토이(일본어: 長峯 基, 1941년 2월 11일~ )는 일본의 정치가이다. 

## 학력
- 후쿠오카 대학 약학부 졸업